# Antropocene - L'epoca umana
Antropocene - L'epoca umana (Anthropocene - The Human Epoch) è un film documentario canadese del 2018, terza opera frutto della collaborazione dei registi Jennifer Baichwal e Nicholas de Pencier con il fotografo Edward Burtynsky dopo i precedenti Manufactured Landscapes e Watermark.
Il film esplora il concetto di una nuova epoca geologica chiamata Antropocene, caratterizzata dall'impatto dell'umanità sulla natura e sulla Terra. L'opera fa parte del cosiddetto Anthropocene Project che include mostre tenutesi all'Art Gallery of Ontario, alla National Gallery of Canada e al MAST di Bologna e la pubblicazione di due libri, uno di saggistica e l'altro di fotografia. Nel documentario vengono presentati 43 tra i peggiori disastri ambientali del mondo, tra i quali uno in Italia: la devastazione delle Alpi Apuane, nel nord della Toscana, causata dall'estrazione intensiva del marmo, oggi impiegato in larga parte per ricavare carbonato di calcio.
Nel dicembre 2018 il Toronto International Film Festival lo nominò tra i 10 film canadesi più belli distribuiti quell'anno. Nel gennaio 2019, il film è stato dichiarato vincitore del Roger Best Canadian Film Award dalla Toronto Film Critics Association e del Premio al miglior film documentario canadese del Vancouver Film Critics Circle.
Il film ha vinto anche due Canadian Screen Awards, per il miglior documentario e per la miglior fotografia in un documentario.

## Distribuzione
Il film è stato distribuito in Canada il 28 settembre 2018, dopo essere stato presentato al Toronto International Film Festival il 13 settembre.
In Italia, dopo un'anteprima in Piazza Maggiore a Bologna per la rassegna Sotto le stelle del cinema il 28 luglio 2019, il film è stato distribuito il 19 settembre 2019.